# Balcha cylindrica
Balcha cylindrica is een vliesvleugelig insect uit de familie Eupelmidae. De wetenschappelijke naam is voor het eerst geldig gepubliceerd in 1862 door Walker.